# آن الکساندر (کشتی)
آن الکساندر (کشتی) (به انگلیسی: Ann Alexander (ship)) یک کشتی بود.